# El Hormiguero
För andra betydelser, se El Hormiguero (olika betydelser).
El Hormiguero (svenska: Myrstacken) är ett spanskt TV-program med livepublik, som fokuserar på komedi, vetenskap och politik. 
Det är skapat och lett av manusförfattaren Pablo Motos och sänds på Antena 3, en spansk TV-kanal. Återkommande gäster i programmet är ståuppkomikern Luis Piedrahita, Raquel Martos, Flipy (vetenskapsmannen) samt marionettdockor i form av tre myror, Trancas, Barrancas och Petancas. 
Säsong 17 började sändas den 5 september 2022 och beräknas pågå till juni 2023.